# Lispinus quadratus
Lispinus quadratus är en skalbaggsart som beskrevs av Blackburn 1885. Lispinus quadratus ingår i släktet Lispinus och familjen kortvingar. Inga underarter finns listade i Catalogue of Life.